# 伊利諾伊鐵道博物館
伊利諾伊鐵道博物館（英文：Illinois Railway Museum，系統代號：IRYM），是美國國內最大的鐵道博物館，位於伊利諾伊州聯合市，離芝加哥約55英里（89公里）。
自1957年起，伊利諾伊鐵道博物館成為免稅非營利博物館，旨在保存和展示鐵路運輸在芝加哥和美國發展中的重要作用。博物館收藏有450餘種鐵路車輛，部分仍能正常運行。博物館開放時間為每年4月至10月，冬季則閉館檢修。

## 概述

### 歷史
伊利諾伊鐵道博物館成立于1953年，最早為10名鐵路迷集資購買退役的65號城際電鐵車廂并用於公共展示（該車廂原屬印第安納鐵路，該公司於1941年關閉後，車輛繼續服役與錫達拉皮茲和艾奧瓦城鐵路直至1953年鐵路關閉），原址位於北芝加哥的“芝加哥五金製造廠”（Chicago Hardware Foundry）所屬地塊，原名“伊利諾伊電鐵博物館”。1961年，改名為現名，並與三年後（1964年）收購了一段埃爾金和贝爾維迪爾城際電鐵的線路用於容納不斷增多的藏品，即為現址。1966年，博物館購進伊利諾伊終點鐵路退役城際電鐵415號車廂，1967年，開始收藏蒸汽機車。1971年，第一座室內停車棚建成，10年後，一條約1英里的環線建成用於有軌電車展示。至1990年代，博物館內鐵軌總長達到4.9英里（7.9公里）以容納展品。

### 開放狀況
博物館位於聯合市東南。從聯合市到博物館之間保留了一段電鐵線做動態展示（博物館主線）。此外，博物館內部還有有軌電車專用的環線。電鐵和有軌電車每年4月至10月進行動態展示，蒸汽和柴油機車動態展示的時間為5月至9月，無軌電車則在六，七，九，十月的第一個週六展示。伊利諾伊鐵道博物館是美國僅有兩所同時進行電力機車和柴油機車動態展示的博物館之一，並且是唯一一座進行無軌電車動態展示的博物館。

## 設施和結構

### 硬件設施

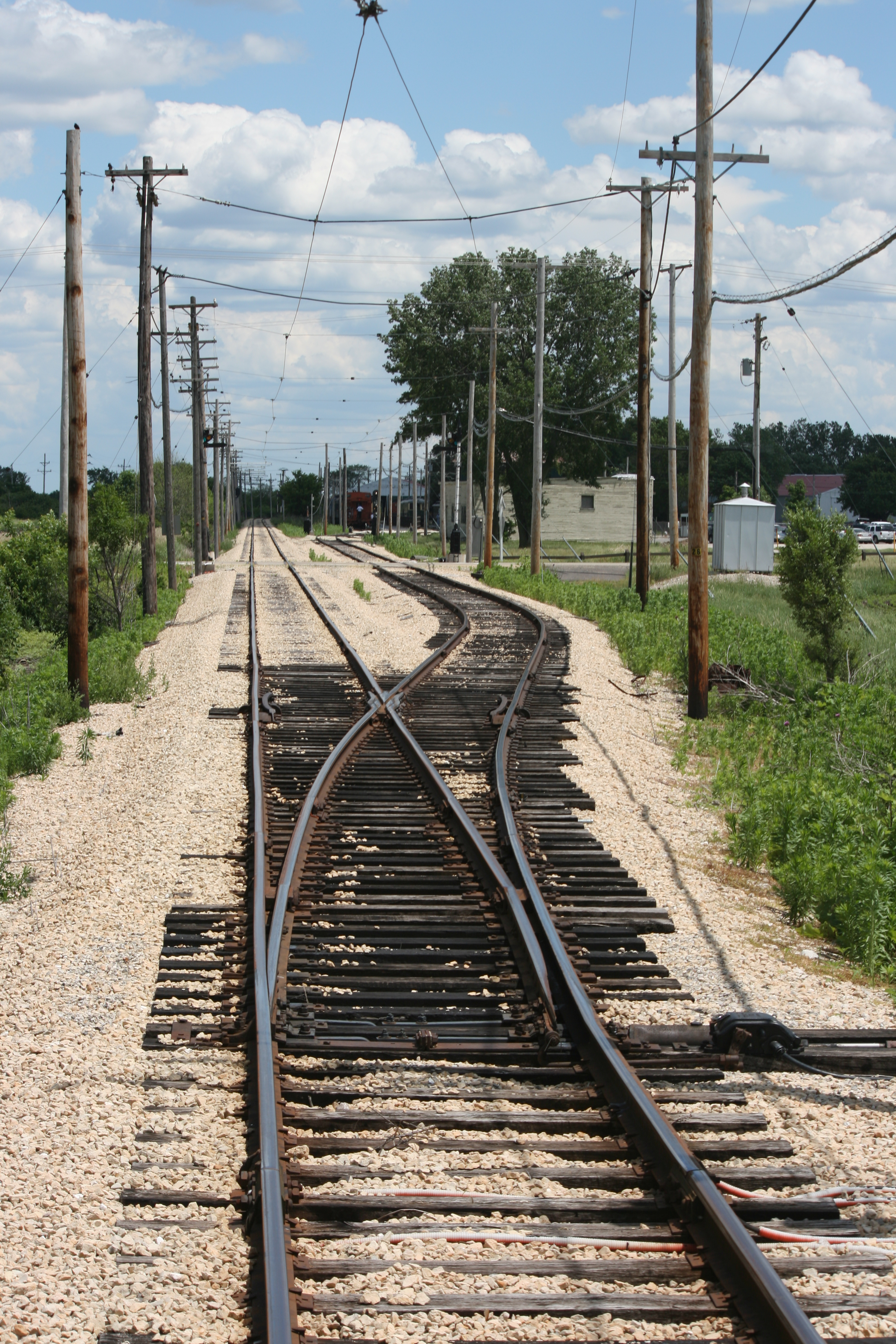
博物館區和聯合市之間用於動態展示的電氣化主線

伊利諾伊鐵道博物館為北美洲占地面積最大的鐵路博物館，管區經緯度為42°13′40.0″N 88°31′38.08″W / 42.227778°N 88.5272444°W，位於聯合市東南，和聯合市之間有一條電氣化的“主線”用作動態展示。此外，博物館還包括以下設施：
- 十座室內停車棚用於容納藏品。展區線路總廠約2英里（3.2公里）
- 一座用於修復蒸汽機車的機車廠
- 一座原建於1853年的鐵路車站
- 一座芝加哥捷運公司時代的芝加哥地鐵高架車站
- 四座不同風格的有軌電車車站
- 不同時期和風格的霓虹燈飾
- 顧客餐廳（建於2003年）

此外，博物館還擁有兩座圖書館：普爾曼圖書館位於聯合市市區，斯特雷霍恩研究圖書館位於馬侖戈市區。

### 重要藏品
博物館收藏的重要藏品有：
- 芝加哥通勤鐵路308號機車（易安迪F7型柴油機車）
- 芝加哥北岸和密爾沃基鐵路曾使用的電聯班車（Electroliner型電聯車，修復中）
- 伊利諾伊中央鐵路201號蒸汽機車，該車曾參加1949年芝加哥鐵道博覽會的表演
- 內布拉斯加和風號
- 聖路易斯－舊金山鐵路Frisco1630號機車（2-10-0“十足型”蒸汽機車）
- 艾奇遜，托皮卡和聖塔菲鐵路2903號機車（4-8-4“北方型”蒸汽機車）
- 諾福克和北方鐵路2050號機車（美國機車公司於1923年生產的Y3a型蒸汽機車，軸式2-8-8-2）
- 密爾沃基鐵路265號機車（4-8-4“北方型”蒸汽機車）
- 密爾沃基鐵路760號機車，為費爾班克斯-摩爾斯公司在貝洛伊特工廠生產的首台柴油機車，目前為動態展出狀態
- 芝加哥地面線84號無軌電車，為世界上可運行最早的無軌電車
- 芝加哥和西北鐵路1518號機車，為首台出廠的易安迪GP7型柴油機車（正在整修中）
- 芝加哥和西北鐵路411號機車，為易安迪F7型，曾用於芝加哥通勤鐵路
- 芝加哥和西北鐵路6847號機車，為博物館收藏的首台易安迪SD40-2型柴油機車，曾服役與聯合太平洋鐵路
- 南太平洋鐵路1518號機車，為首台出廠的易安迪SD7型柴油機車
- 聯合太平洋鐵路6930號機車（易安迪DDA40X型柴油机车）
- 聯合太平洋鐵路18號燃氣輪機車（功率8500hp）
- 兩台紐約地鐵曾使用的R28型地鐵列車。
- 明尼阿波利斯，諾思菲爾德和南方鐵路21號機車，為鲍尔温机车厂生產的DT-6-6-2000型柴油調車機車
- 一座由加萊納和芝加哥聯合鐵路修建于1851年鐵路車站，為現存的阿巴拉契亞山脈以西最老的車站
- 博物館收藏有約20輛來自芝加哥、代頓、克里夫蘭、德梅因、密爾沃基、旧金山、西雅圖以及加拿大城市溫哥華、埃德蒙顿、多伦多的無軌電車

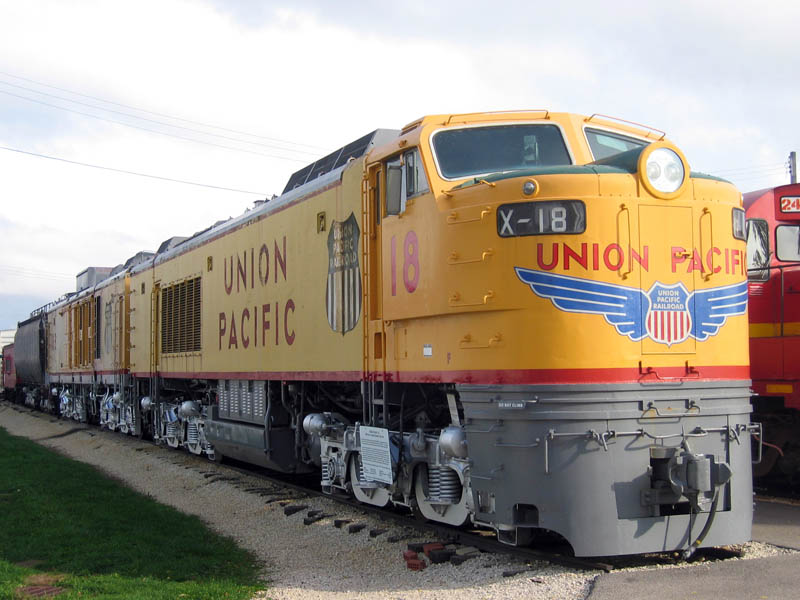
館藏目前僅存的兩台聯合太平洋鐵路燃氣輪機車，目前儘作靜態展示
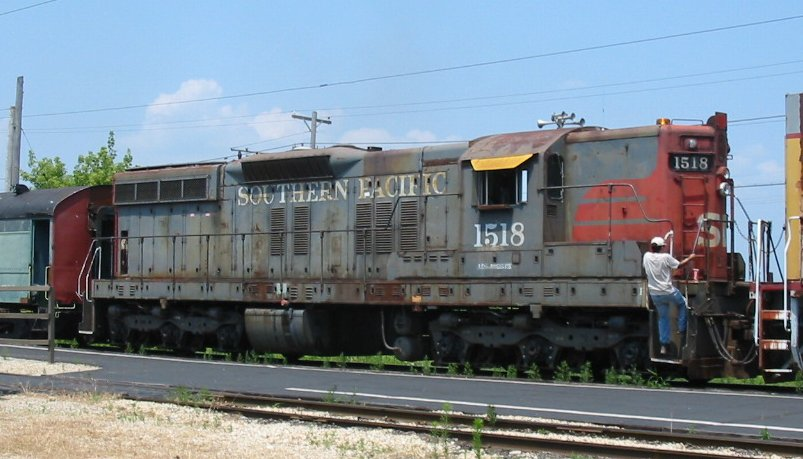
南太平洋鐵路1518號機車，為第一台出廠的易安迪SD7型柴油機車
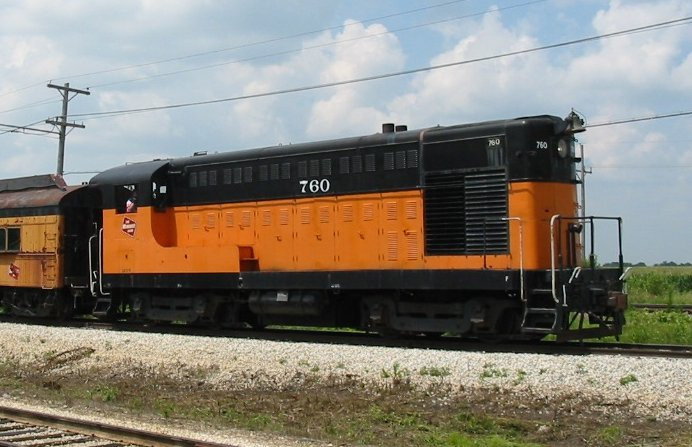
密爾沃基鐵路760號機車，為費爾班克斯-摩爾斯公司生產的首台柴油機車
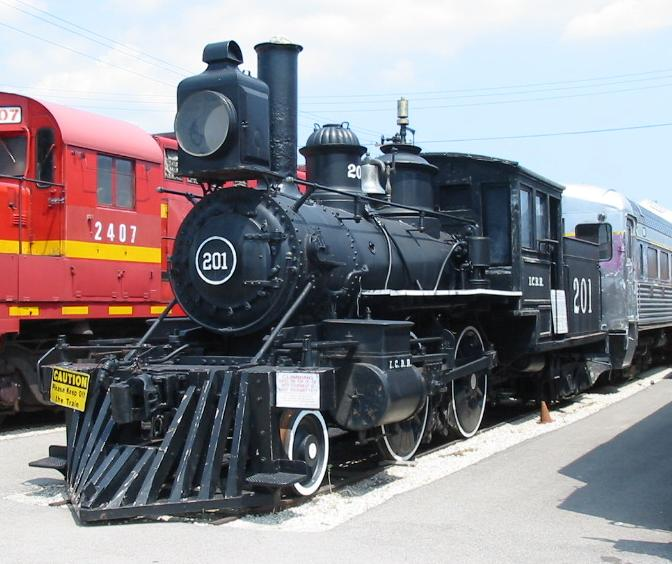
伊利諾伊中央鐵路201號機車
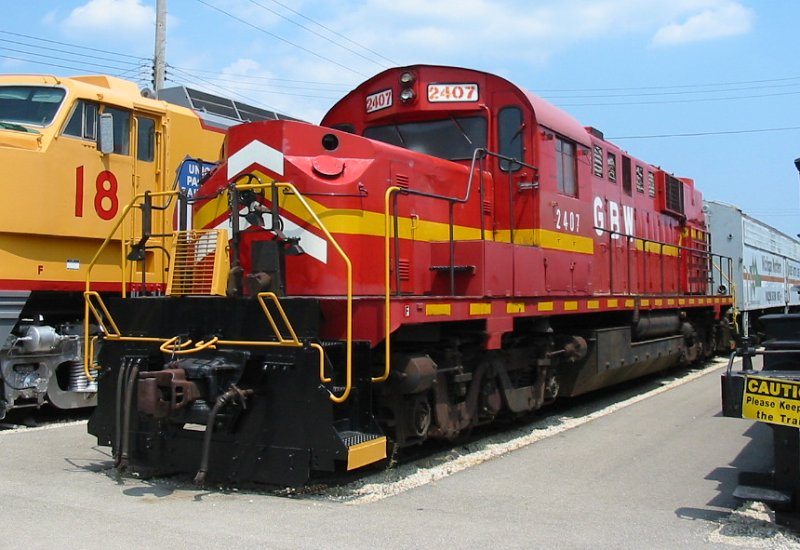
綠彎和西部鐵路2407號機車，為美國機車公司生產的RSD-15型柴油機車
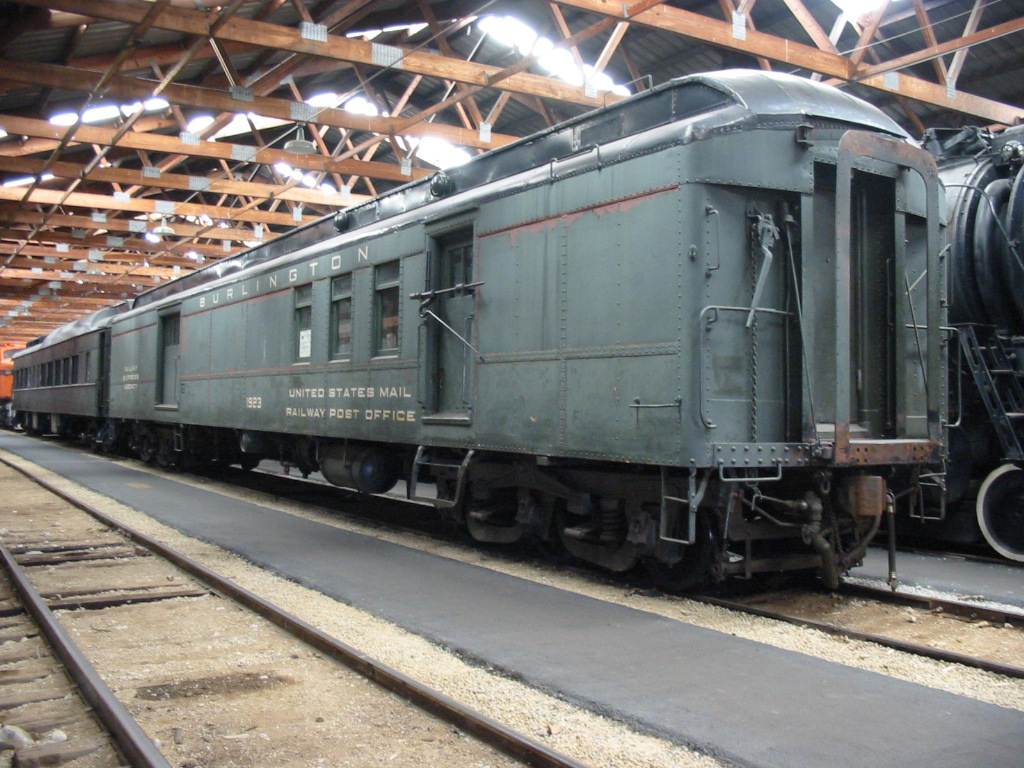
芝加哥，伯靈頓和昆西鐵路1926號鐵路郵政車
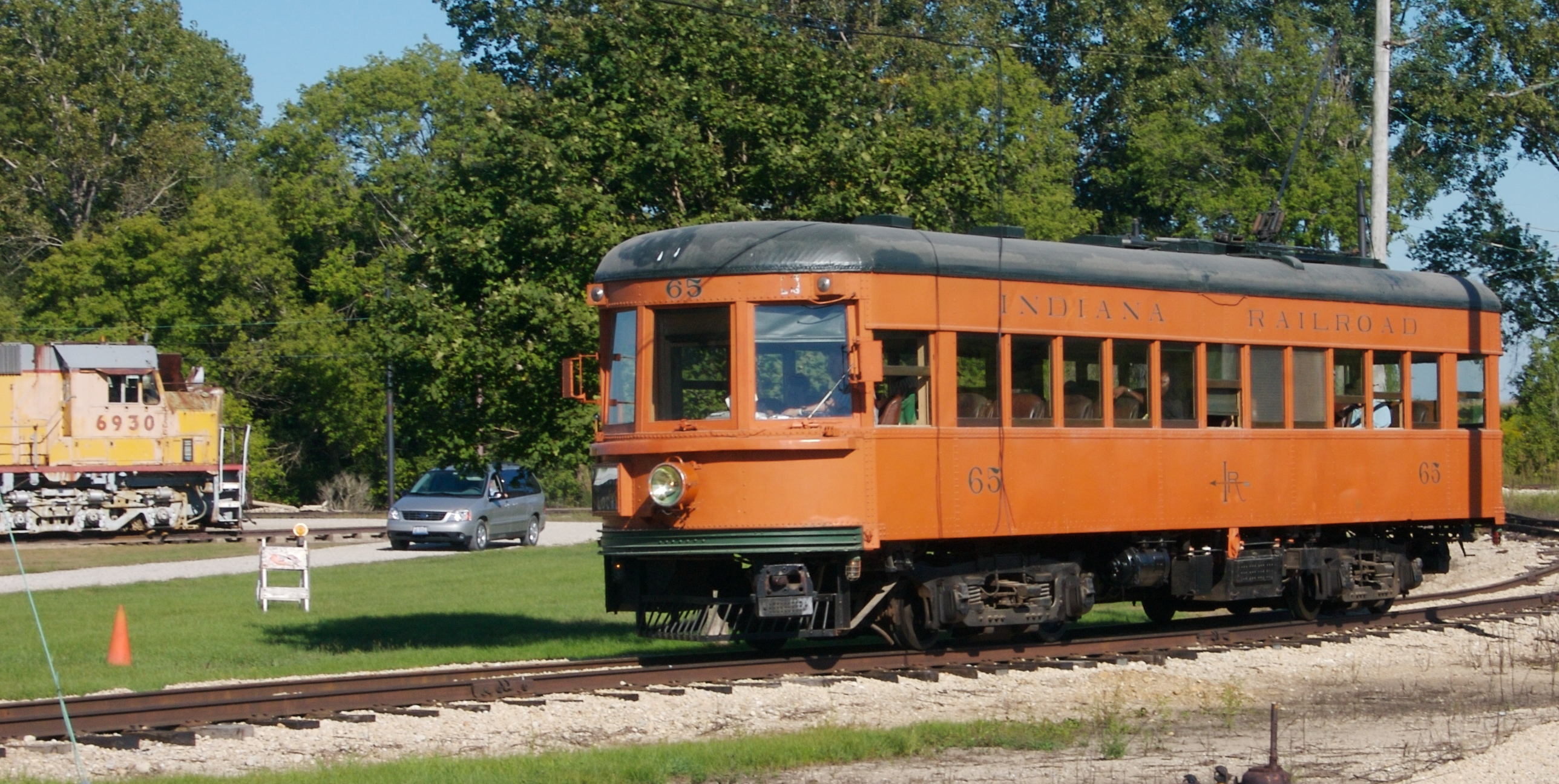
印第安納鐵路城際電鐵，目前為動態展示車
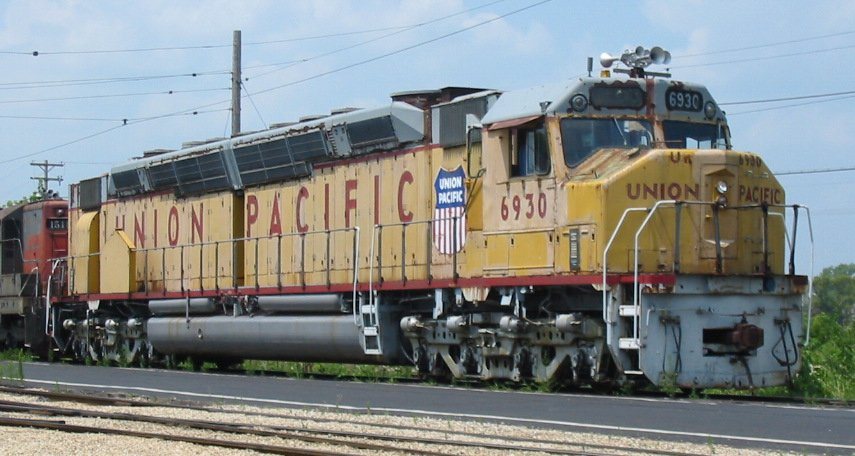
聯合太平洋鐵路6930號機車，為易安迪DDA40X型柴油机车中的一台
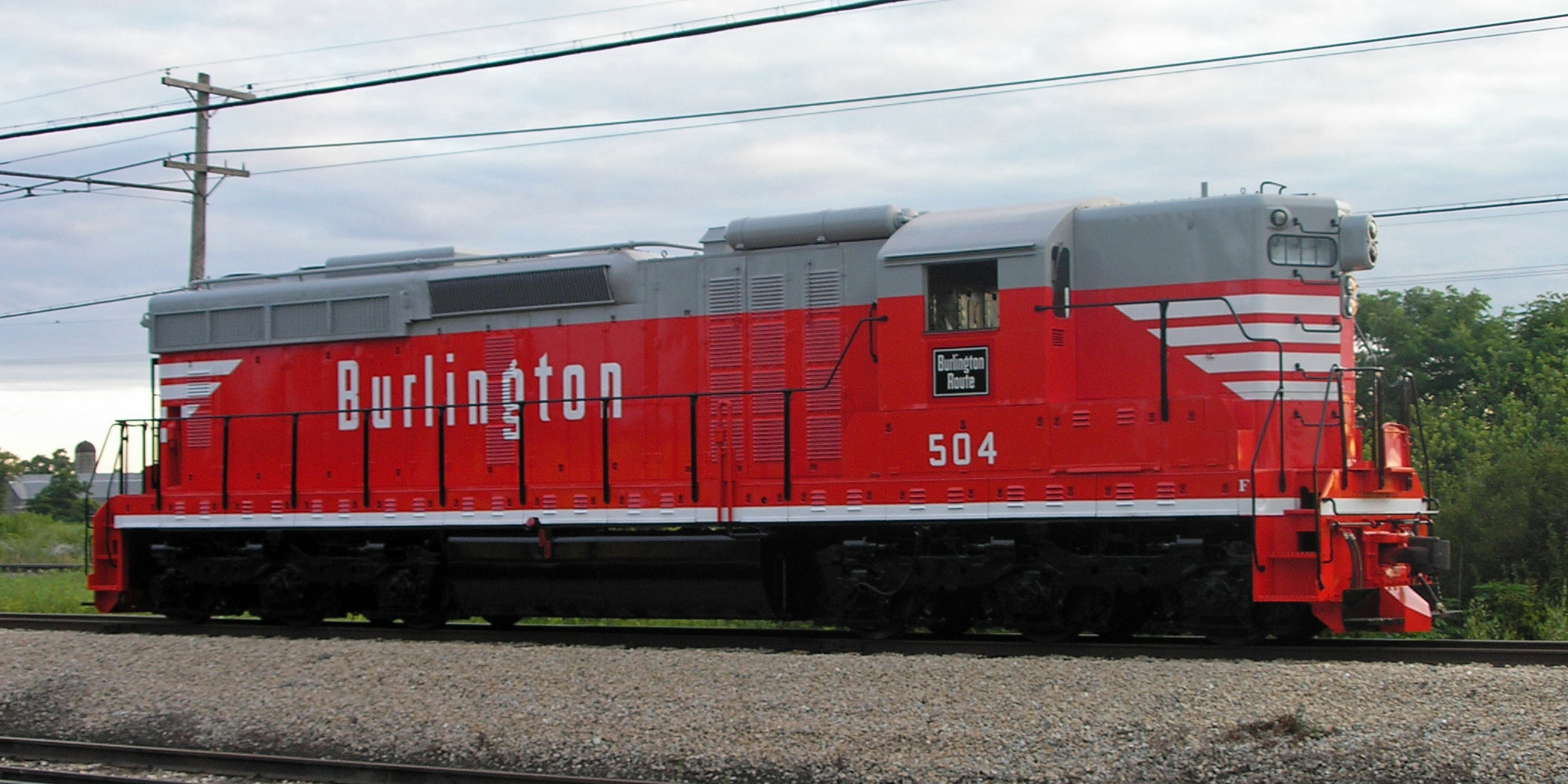
芝加哥，伯靈頓和昆西鐵路504號機車，為SD24型，修復過程長達7年
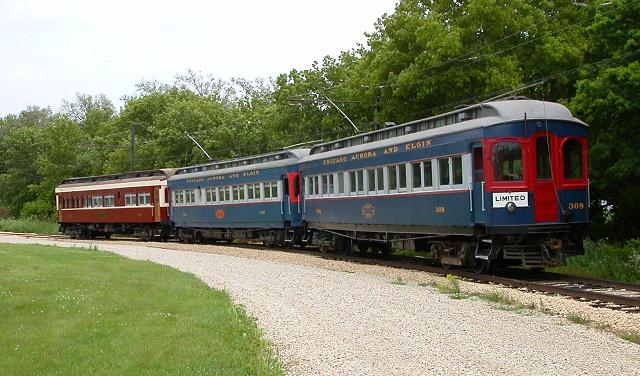
一台產於1907年左右的城際電鐵車廂，自2003年起開始再博物館區動態展出
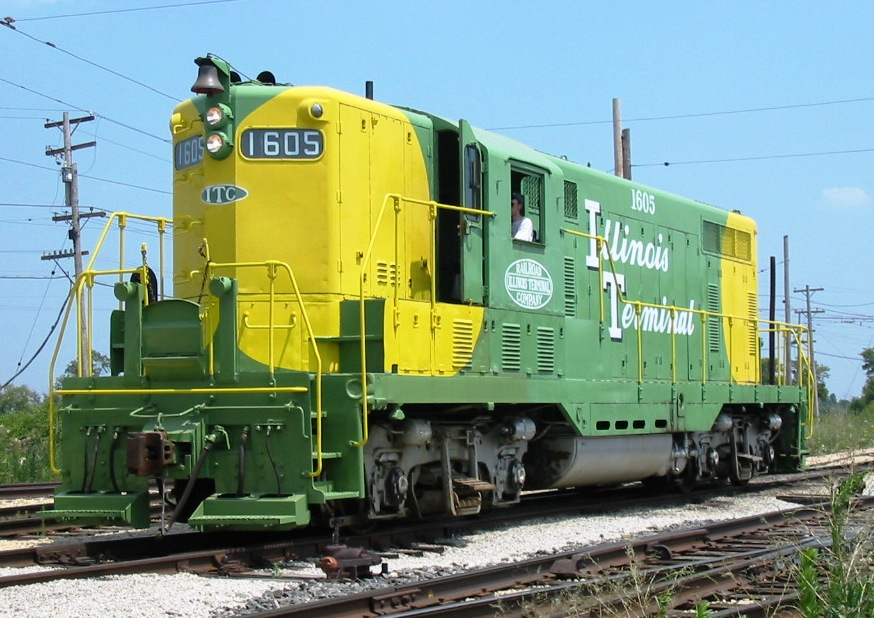
伊利諾伊終點鐵路1605號機車，為EMD GP7型柴油機車，目前為動態展示

## 運營方式
根據美國法律規定，伊利諾伊鐵道博物館為免稅的非營利組織，博物館的董事會從160名表現積極會員中選出，負責博物館的日常運作。董事長由董事會選舉，負責協調各部門之間運作。博物館的主要部門有蒸汽機車，柴油機車，電力機車，客車，貨車，號誌，基礎設施，無軌電車，公共汽車和動態展覽等。其他部門有圖書館，電力設施和展示教育等。各部門首長由志願者擔任，職員也多由鐵路迷自願承擔，博物館亦提供相關崗位訓練。

## 大眾文化

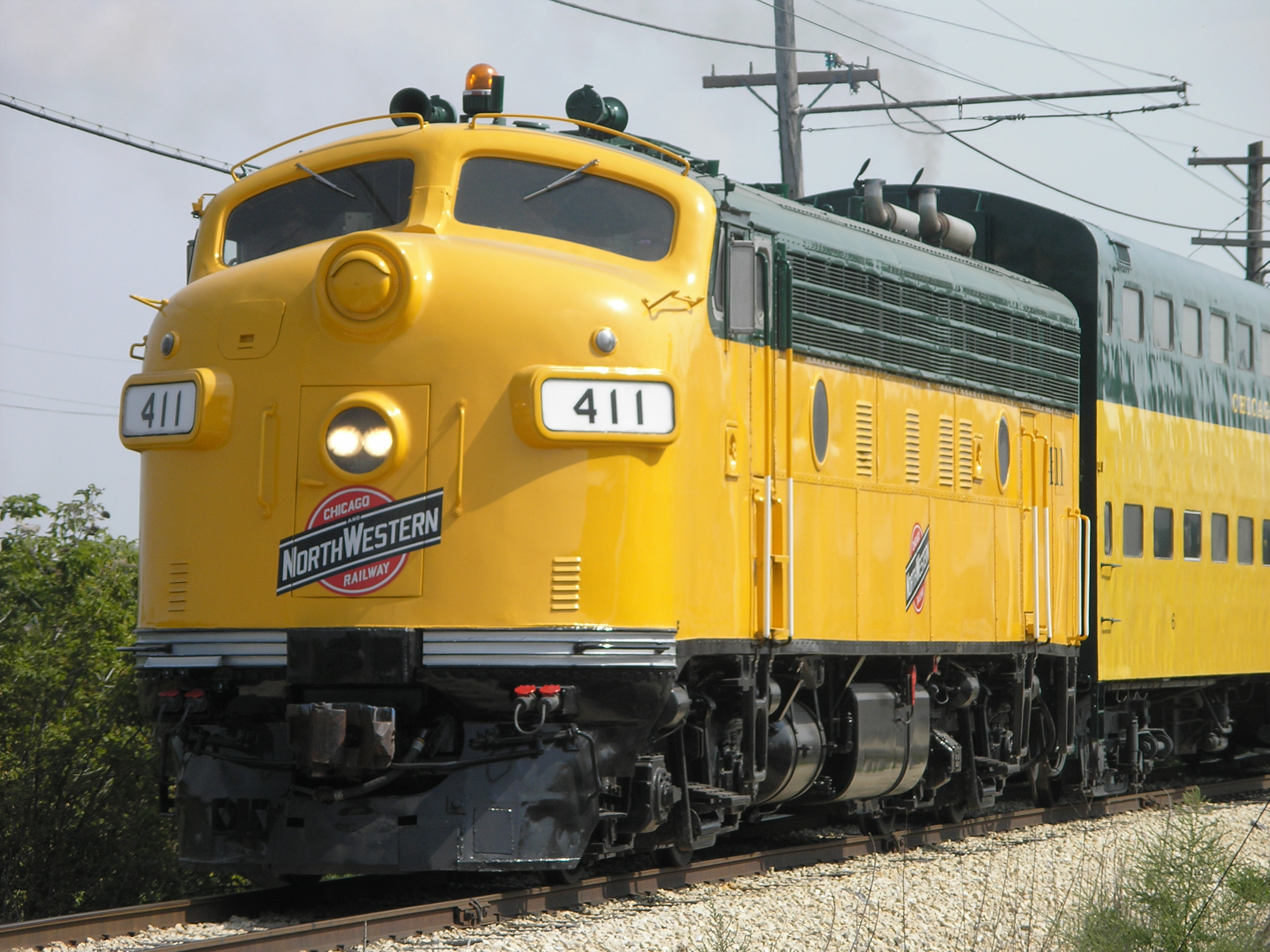
一列於伊利諾伊鐵道博物館動態展示的1970年代芝加哥和西北鐵路通勤列車，攝于2006年

由於伊利諾伊鐵道博物館地理位置和芝加哥較近，並且藏品眾多，因此常用於鐵路題材的電影拍攝。最著名當屬1992年影片紅粉聯盟（A League of Their Own），由湯姆·漢克，吉娜·戴維斯和麥當娜出演。影片利用了博物館的內部拉斯加和風號和EMD E5型機車拍攝火車場景，並利用博物館的車站模擬美國鄉村的小車站。影片今天暫時停止（Groundhog Day）的拍攝亦使用了博物館館藏的EMD SD24機車。此外，博物館館藏客車亦用於約翰·古德曼主演的電影全壘打王（The Babe）。2005年由克林·伊斯威特執導的電影父輩的旗幟中，“伯靈頓9911A”號客車亦有出鏡。電影生命快車（The Express）的第一段場景亦在博物館拍攝。在將於2014年夏上映的變形金剛4：絕跡重生中，亦有部分場景於博物館取景完成。
許多美國電視節目關於鐵路的場景亦來自于博物館，1993年出品的電視劇鐵面無私（The Untouchables）有一段反映了1920年代蒸汽火車的場景來自于博物館館藏。2013年新劇芝加哥烈焰中更是在博物館拍攝了不少鏡頭作為後期加工的素材。